# Vitali Jolobov
Vitali Mikhailovich Jolobov (em russo:  Виталий Михайлович Жолобов, (Zburjevka, Ucrânia, 18 de junho de 1937) foi um cosmonauta soviético que voou na missão Soyuz 21 como engenheiro de voo.
Jolobov se juntou ao programa espacial pela Força Aérea Soviética, aonde ele mantinha a classificação de coronel-engenheiro.
Sua viagem ao espaço envolvia uma estada de dois meses na estação espacial Salyut 5, durante a qual Jolobov desenvolveu um terrível mal-estar espacial. Devido a isto, a missão teve de ser reduzida. Ele esteve em órbita de 6 de junho de 1976 até 24 de agosto de 1976.
Apesar de nunca ter voado ao espaço de novo, ele permaneceu no programa espacial até 1981, quando ele saiu para se tornar diretor de um grupo de pesquisas geológicas.